# August Eduard Preuß
August Eduard Preuß (* 13. März 1801 in Kaukehmen, Ostpreußen; † 7. Juni 1839 in Königsberg i. Pr.) war ein deutscher Schulmann und Sachbuchautor.

## Leben
Preuß war Sohn des Kreis-Chirurgen in Kaukehmen. Er erhielt im Elternhaus Privatunterricht und besuchte danach vom 16. Lebensjahr an das Collegium Fridericianum in Königsberg. Seit Herbst 1821 studierte er Theologie an der Universität Königsberg, wo später Gustav Friedrich Dinter (1760–1831) sein Förderer wurde. Bereits vor Beendigung seines Studiums, im August 1824, wurde er als Hilfslehrer im Königsberger Königlichen Waisenhaus am Sackheimer Tor angestellt. Um den Ausbau dieser Anstalt, die zuletzt ein Lehrerseminar, eine Knabenschule, eine Präparandenanstalt und eine Übungsschule mit einschloss und deren Direktor er seit dem 22. Januar 1829 war, hat sich Preuß außerordentlich verdient gemacht. 
Preuß heiratete am 18. März 1831 Rosalie Stehr, die jüngste Tochter des Regierungsrats Stehr, mit der er drei Kinder hatte. Trotz seines schwächlichen Gesundheitszustandes verfasste er neben seinen pädagogischen und organisatorischen Tätigkeiten seit 1835 in schneller Reihenfolge mehrere Sachbücher. Auf Wunsch der Regierung gründete er außerdem die Zeitschrift Der Volksschulfreund, deren erste Ausgabe am 1. April 1837 herauskam und die bis 1909 – unter anderer Schriftleitung – wöchentlich erschien. Der tiefreligiöse und patriotisch gesinnte Preuß erlitt an seinem Geburtstag 1839 einen Blutsturz, der seiner Arbeitsüberlastung zugeschrieben wurde und von dem er sich nicht mehr erholte; er verstarb am 7. Juni 1839 im Alter von nur 38 Jahren. Sein gemeinsam mit J. A. Vetter  herausgegebenes Lesebuch Preußischer Kinderfreund wurde 1859 zum 106. Mal aufgelegt und diente als Vorlage für ein entsprechendes Lesebuch für israelitische Schulen.

## Werke (Auswahl)
- Preußische Landes- und Volkskunde oder Beschreibung von Preußen. Ein Handbuch für die Volksschullehrer der Provinz Preußen, so wie für alle Freunde des Vaterlandes. Gebrüder Bornträger, Königsberg 1835 (Volltext) (Register).
- herausgegeben gemeinsam mit J. A. Vetter: Preußischer Kinderfreund. Bon, Königsberg 1836.
- herausgegeben gemeinsam mit J. A. Vetter: Deutscher Kinderfreund. Teil 2: Für die Oberklasse der Volksschulen und die mittleren Klassen der höheren Lehranstalten. 11. Auflage, Königsberg 1865 (Volltext).